# Phyllophaga disca
Phyllophaga disca är en skalbaggsart som beskrevs av Saylor 1943. Phyllophaga disca ingår i släktet Phyllophaga och familjen Melolonthidae. Inga underarter finns listade i Catalogue of Life.